# Pestkapelle (Schweinheim)

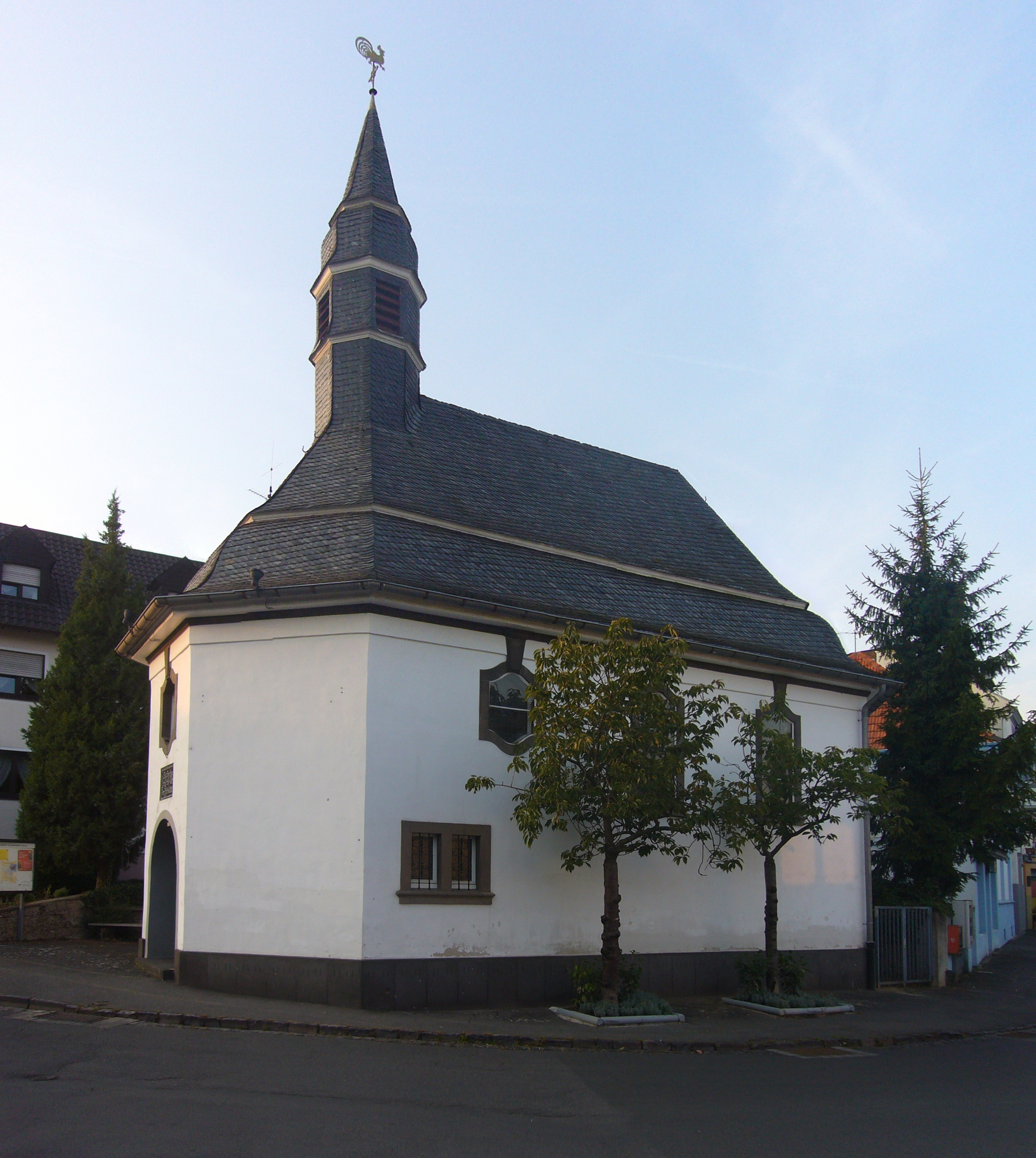
Die Pestkapelle in Schweinheim, Blick aus südlicher Richtung, 2011

Die sogenannte Pestkapelle im Bonner Ortsteil Schweinheim (eigentlich Sankt-Sebastianus-Kapelle) befindet sich an der Ecke Waldburgstraße und Venner Straße. Der Baubeginn lag im Jahr 1914; das im neobarocken Stil errichtete Gebäude wurde am 29. Juni 1915 geweiht. Schutzheiliger der Kapelle ist der Märtyrer Sebastian, nach dem sie auch benannt ist. Üblicher ist jedoch die Bezeichnung als Pestkapelle.

## Vorgängerkapelle
In der zweiten Hälfte des 17. Jahrhunderts war in unmittelbarer Nähe eine Kapelle als Dank zur Errettung vor der Pest errichtet worden. Die letzte Pestwelle im Bonner Raum erreichte – von Holland aus seit 1656 den Rhein aufwärts sich verbreitend – die Gegend im Jahr 1666. Die alte Kapelle befand sich im Bereich der heutigen Straßenkreuzung. Von hier aus (wie auch von anderen Orten aus der Bonner und Königswinterer Gegend) zogen vom 17. Jahrhundert bis zu den Kriegszeiten unter Napoleon Bonaparte regelmäßig Pilgerprozessionen zum Kloster Marienforst. Dort wurde die Reliquie des Heiligen Sebastian (aufbewahrt in einem vergoldeten hölzernen Sebastianusreliquiar) verwahrt. Da der Heilige als Patron gegen die Pest und andere Seuchen verehrt wurde, erhielt das Kloster viel Zulauf in und nach Pestzeiten. Die Reliquie wurde später in die alte Pestkapelle verbracht, von wo aus sie in den Neubau übernommen wurde.
Nach Fertigstellung des Neubaus wurde die alte Kapelle im Jahr 1915 abgerissen.

## Neubau
Als Architekt des Neubaus wurde der Godesberger Karl Schwarz ausgewählt. Sein Projekt richtete sich nach den Entwürfen des Provinzialkonservators Edmund Renard und dessen Mitarbeiter Theodor Wildeman. Ausführendes Bauunternehmen war die Firma Theodor Wilhelm Düren aus Godesberg.
Der Grundriss der Kapelle ist in drei Vertikalachsen strukturiert; die Stirn- und rückwärtige Chorseite sind vorgezogen. Das Gebäude ist weiß verputzt. Das Dach ist im unteren Teil geschweift und trägt ein oktogonales Glockentürmchen in Laternenform. Am Altarraum ist in nördlicher Richtung eine kleine Sakristei angebaut. Das Altarretabel in barocker Anmutung zeigt eine Kopie des Gemäldes Christus am Kreuz von Peter Paul Rubens. Eine Holzfigur der heiligen Lüfthildis weist auf die alte, in der Mitte des 20. Jahrhunderts abgebrochene Tradition der Wallfahrt von hier nach Lüftelberg (heute Ortsteil von Meckenheim) hin. Neben dem Sebastianusreliquiar befindet sich in der Pestkapelle eine Figur des Heiligen sowie ein weiteres Gemälde aus dem 17. oder 18. Jahrhundert, welches das Martyrium des Sebastian darstellt. Eine an der Außenseite befestigte Tafel über dem Eingang enthält die Inschrift: „Bis hierhin ging die Pest im Jahre 1666“.
Heute  gehört die Pestkapelle zur Katholischen Kirchengemeinde St. Marien und St. Servatius und wird zweimal im Jahr für eine Messfeier geöffnet.